# 何德舉
何德舉，福建晋江縣人。明初官員。
洪武四年（1371年）辛亥，明朝首開會試，何德舉考中吴伯宗榜三甲進士。授平阳平陆县縣丞。官至海寧縣知县。